# Misael Camargo
Misael Camargo (Barranquilla, Atlántico, Colombia, 7 de marzo de 1986) es un ex-futbolista colombiano. Jugaba como delantero y se retiró en Fortaleza de Colombia.

## Clubes
| Club                  | País      | Año       |
| --------------------- | --------- | --------- |
| Santa Fe              | Colombia  | 2006-2007 |
| Expreso Rojo          | Colombia  | 2007      |
| Juventud Soacha       | Colombia  | 2007      |
| Santa Fe              | Colombia  | 2008-2010 |
| Estudiantes de Mérida | Venezuela | 2010      |
| Santa Fe              | Colombia  | 2011      |
| Fortaleza             | Colombia  | 2011-2013 |

## Palmarés

### Campeonatos nacionales
| Título        | Club     | País     | Año  |
| ------------- | -------- | -------- | ---- |
| Copa Colombia | Santa Fe | Colombia | 2009 |